# Oldenlandia platystipula
Oldenlandia platystipula là một loài thực vật có hoa trong họ Thiến thảo. Loài này được (Merr.) Chun mô tả khoa học đầu tiên năm 1934.